# Sailing to Philadelphia
Sailing to Philadelphia es el segundo álbum de estudio del músico británico Mark Knopfler, publicado por la compañía discográfica Mercury Records en septiembre de 2000. El álbum incluyó la colaboración de James Taylor y Van Morrison.
La canción que da título al álbum está extraída de Mason & Dixon de Thomas Pynchon, una novela sobre Charles Mason y Jeremiah Dixon, dos topógrafos ingleses que establecieron la frontera entre Pensilvania, Maryland, Delaware y Virginia en 1760. La frontera fue más tarde reconocida como la línea Mason-Dixon y se ha utilizado desde la década de 1820 para denotar la frontera entre los Estados sureños y norteños de los Estados Unidos. 

## Recepción
En su reseña para Allmusic, William Ruhlmann otorgó al álbum tres de un total de cinco estrellas y escribió que «en canción tras canción en el álbum, tienes el sentimiento de que [Knopfler] empieza a tocar canciones familiares en un género específico y eventualmente los extrapola para hacerlos originales». En su crítica para Rolling Stone, David Wild otorgó al álbum tres estrellas y media y comentó que el álbum es un «retroceso bienvenido» a los primeros trabajos de Knopfler con Dire Straits. Wild continuó diciendo: «Knopfler hace un dúo con James Taylor en el tema que da título al álbum, que hábilmente explora la relación entre Mason y Dixon; Van Morrison traza líneas en la conmovedora "The Last Laugh". Con Sailing to Philadelphia, Knopfler ha tomado un descanso de sus proyectos paralelos y sus trabajos con bandas sonoras que le habían ocupado durante los últimos diecisiete años, y ha evocado algunas de las grandezas de los primeros Dire Straits».
En 2002, Sailing to Philadelphia había vendido más de 3,5 millones de copias a nivel mundial. En algunos países de Europa, el álbum fue publicado en formato HDCD. 

## Lista de canciones
Todas las canciones escritas y compuestas por Mark Knopfler. 
| Edición internacional |                                              |          |  |
| N.º                   | Título                                       | Duración |  |
| 1.                    | «What It Is»                                 | 4:57     |  |
| 2.                    | «Sailing to Philadelphia» (con James Taylor) | 5:29     |  |
| 3.                    | «Who's Your Baby Now»                        | 3:05     |  |
| 4.                    | «Baloney Again»                              | 5:09     |  |
| 5.                    | «The Last Laugh» (con Van Morrison)          | 3:22     |  |
| 6.                    | «Silvertown Blues»                           | 5:32     |  |
| 7.                    | «El Macho»                                   | 5:29     |  |
| 8.                    | «Prairie Wedding»                            | 4:26     |  |
| 9.                    | «Wanderlust»                                 | 3:52     |  |
| 10.                   | «Speedway at Nazareth»                       | 6:23     |  |
| 11.                   | «Junkie Doll»                                | 4:34     |  |
| 12.                   | «Sands of Nevada»                            | 3:56     |  |
| 13.                   | «One More Matinee»                           | 3:57     |  |

| Versión estadounidense |                                              |          |  |
| N.º                    | Título                                       | Duración |  |
| 1.                     | «What It Is»                                 | 4:57     |  |
| 2.                     | «Sailing to Philadelphia» (con James Taylor) | 5:29     |  |
| 3.                     | «Who's Your Baby Now»                        | 3:05     |  |
| 4.                     | «Baloney Again»                              | 5:09     |  |
| 5.                     | «The Last Laugh» (con Van Morrison)          | 3:22     |  |
| 6.                     | «Do America»                                 | 4:11     |  |
| 7.                     | «El Macho»                                   | 5:29     |  |
| 8.                     | «Prairie Wedding»                            | 4:26     |  |
| 9.                     | «Wanderlust»                                 | 3:52     |  |
| 10.                    | «Speedway at Nazareth»                       | 6:23     |  |
| 11.                    | «Junkie Doll»                                | 4:34     |  |
| 12.                    | «Silvertown Blues»                           | 5:32     |  |
| 13.                    | «Sands of Nevada»                            | 3:56     |  |

## Personal
| Músicos - Mark Knopfler: voz y guitarra - Richard Bennett: guitarras y orquestación - Jim Cox: piano y órgano Hammond - Guy Fletcher: teclados y coros - Glenn Worf: bajo - Chad Cromwell: batería - James Taylor: coros (2) - Van Morrison: coros (5) - Gillian Welch y David Rawlings: coros (8,10) - Glenn Tilbrook y Chris Difford: coros (6) - Aubrey Haynie: violín (1,10) - Paul Franklin: pedal steel guitar, lap steel guitar - Danny Cummings: percusión - Mike Haynes: fliscorno - Jim Hoke: arpa y armónica - Jim Horn: saxofón barítono y tenor - Wayne Jackson: trompeta - Harvey Thompson: saxofón tenor - Frank Ricotti: marimba - Duane Starling: coros - Gillian Welch: coros - Chris Willis: coros | Equipo técnico - Mark Knopfler: productor - Chuck Ainlay: productor, ingeniero de sonido y mezclas - Chubba Petocz: ingeniero - Jon Bailey: ingeniero asistente - Graham Lewis: ingeniero asistente - Mark Ralston: ingeniero asistente - Aaron Swihart: ingeniero asistente - Denny Purcell: masterización - Jonathan Russell: ingeniero asistente - Andrew Williams: fotografía - Eric Conn: edición - Sandy Choron: dirección artística - Harry Choron: diseño - Jose Molina: fotografía - James Gritz: fotografía - Andrew Williams: fotografía - Ben Mikaelsen: fotografía |

## Posición en listas
| País              | Lista                  | Posición |
| ----------------- | ---------------------- | -------- |
| Alemania          | Media Control Chart    | 1        |
| Australia         | ARIA Albums Chart      | 16       |
| Austria           | Ö3 Austria Top 40      | 2        |
| Bélgica (Flandes) | Ultratop 200 Albums    | 4        |
| Dinamarca         | Denmark Albums Chart   | 3        |
| Estados Unidos    | Billboard 200          | 60       |
| Finlandia         | Finnish Albums Chart   | 3        |
| Francia           | SNEP Albums Chart      | 7        |
| Italia            | Italian Albums Chart   | 1        |
| Noruega           | VG-lista Top 40 Albums | 1        |
| Países Bajos      | Mega Albums Chart      | 2        |
| Polonia           | Poland Albums Chart    | 9        |
| Reino Unido       | UK Albums Chart        | 4        |
| Suecia            | Sweden Albums Chart    | 2        |
| Suiza             | Hit Parade Top 100     | 1        |

## Certificaciones
| Organización          | Certificación | Fecha                   |
| --------------------- | ------------- | ----------------------- |
| BPI – Reino Unido     | Plata         | 13 de octubre de 2000   |
| BPI – Reino Unido     | Oro           | 13 de octubre de 2000   |
| IFPI – Suiza          | Platino       | 2000                    |
| SNEP - Francia        | Doble Oro     | 2000                    |
| CRIA – Canadá         | Oro           | 2001                    |
| RIAA - Estados Unidos | Oro           | 9 de septiembre de 2004 |
| BVMI - Alemania       | Platino       | 2001                    |